# Dix Hivers à Venise
Pour plus de détails, voir Fiche technique et Distribution.
Dix Hivers à Venise (Dieci inverni) est un film italien et russe réalisé par Valerio Mieli et sorti le 10 décembre 2009 en Italie.

## Synopsis
Hiver 1999, Camilla, jeune étudiante en littérature russe, s'installe dans une maison isolée de Venise et rencontre Silvestro. Ce dernier utilise un prétexte pour passer la nuit chez elle. Ils se croiseront pendant Dix Hivers à Venise ou Moscou. Plusieurs obstacles font qu'ils ne se mettent pas ensemble, alors qu'une attirance réciproque les lie. 

## Fiche technique
- Réalisation : Valerio Mieli
- Scénario : Valerio Mieli, Davide Lantieri et Isabella Aguilar
- Musique originale : Francesco De Luca et Alessandro Forti
- Photographie : Marco Onorato
- Montage : Luigi Mearelli
- Décors : Mauro Vanzati
- Costumes : Andrea Cavalletto
- Distribution : Bolero Film
- Pays :  Italie
- Langue : italien
- Récompense : Prix David di Donatello 2010 : meilleur réalisateur débutant
Ruban d'argent 2010 : meilleur réalisateur débutant
Ciak d'oro mini 2010
Festival du film italien de Villerupt 2009 : Amilcar du jury
- Date de sortie :
  -  Italie : 10 décembre 2009

## Distribution
- Isabella Ragonese : Camilla
- Michele Riondino : Silvestro
- Glen Blackhall : Simone
- Sergueï Jigounov : Fjodor
- Sergei Nikonenko : le professeur de russe
- Liuba Zaizeva : Liuba
- Alice Torriani
- Sara Lazzaro
- Francesco Brandi
- Luca Avagliano : Ermanno
- Francesca Cuttica
- Roberto Nobile : le père de Camilla
- Luis Molteni
- Vinicio Capossela

## Distinctions
- Mostra de Venise 2009 - Sélection dans la catégorie Controcampo.
- Festival international du film de Tokyo 2009 - en compétition.
- Prix David di Donatello 2010 : meilleur réalisateur débutant
- Ruban d'argent 2010 : meilleur réalisateur débutant
- Ciak d'oro mini 2010
- Festival du film italien de Villerupt 2009 : Amilcar du jury
- Prix Fice
- Capri, Hollywood Exploit Award
- Prix Francesco Laudadio du Bif&st - Bari International Film & Tv Festival (meilleure première comédie)